# زوران فوليتش
زوران فوليتش (بالكرواتية: Zoran Vulić)‏ (مواليد 4 أكتوبر 1961) هو لاعب كرة قدم. يلعب مع منتخب يوغوسلافيا لكرة القدم. سبق له أن لعب في كأس العالم لكرة القدم مع منتخب بلاده.

## مسيرته الكروية
لعب زوران فوليتش خلال مسيرته الاحترافية مع 3 أندية في ستة عشر موسمًا وسجل خلالها 50 هدف ضمن 348 مباراة. حيث فاز في ثلاثة مواسم بالكأس وفي موسمين بالدوري.
خاض زوران فوليتش مسيرته مع نادي هايدوك سبليت في موسم 1979–80 في المرة الأولى ليلعب معه تسعة مواسم ثم في موسم 1993–94 ولمدة موسمين، مشاركًا طوالها في 188 مباراة سجل خلالها 29 هدفًا. ثم انتقل إلى نادي ريال مايوركا في موسم 1988–89 واستمر معه طيلة ثلاثة مواسم، حيث شارك في 95 مباراة سجل خلالها 11 هدفًا. لينتقل بعدها إلى نادي نانت في موسم 1991–92 ولمدة موسمين، مشاركًا في 65 مباراة سجل خلالها 10 أهداف.

## روابط خارجية
- زوران فوليتش على موقع الاتحاد الدولي (مؤرشف)  (الإنجليزية)
- زوران فوليتش على موقع الاتحاد الأوربي (الإنجليزية)
- زوران فوليتش على موقع قاعدة بيانات كرة القدم.إي يو (الإنجليزية)
- زوران فوليتش على موقع ناشيونال فوتبول تيمز (الإنجليزية)
- زوران فوليتش على موقع عالم كرة القدم.نت (الإنجليزية)